# الخنيشات
الخنيشات هي مدينة صغيرة تقع في إقليم سيدي قاسم ضمن جهة الرباط سلا القنيطرة بالغرب المغربي. كان مجموع عدد سكان جماعة الخنيشات 20.899 نسمة. ومركز الخنيشات ب 7.936 نسمة.(تعداد السكان الرسمي 2004)
وتبعد عن مدينة سيدي قاسم ب32 كلم، وعن عاصمة الغرب القنيطرة ب70 كلم . تقع الخنيشات وسط وادين هما وادي ورغة ووادي سبو، المهمان لهذه المدينة. تأسست من خلال شخص فرنسي يدعى جودار من أهم ما أنجز «دار القائد بوشتى» حاليا وهي منذ ذلك العهد قائمة.
رئيس جماعة الخنيشات هو السيد نجيب بلعولى الذي انتخب في الانتخابات الأخيرة وعوض الرئيس السابق بنعيسى المسعودي.
تمتاز هذه المدينة الصغيرة بطبيعتها ومجالها الفلاحي الخصب والذي يجعل منها قطبا فلاحيا وثروة مهمة، لا على مستوى جودة الأراضي ولا على مستوى الشبكة الهيدروغرافية الغنية المتجسدة من خلال نهرين مهمين بالمغرب هما نهر سبو ونهر ورغة. كما تشتهر المدينة الصغيرة بإنتاجها لنوع خاص من الخبز ذي الحجم الكبير وباللحم المفروم المسمى محليا 'الكفتة' الذي جعلها إضافة إلى خصوبة أراضيها معروفة على الصعيدين الجهوي والوطني. ينتمي إلى هذه المدينة الصغيرة مجموعة من الأطر الوطنية والكفاءات الثقافية والرياضية حيث ينحدر منها اللاعب السابق إدريس اللوماري الذي لعب للفريق الوطني ولفريق اتحاد سيدي قاسم والكوكب المراكشي والمقاولون العرب المصري. كما ينحدر منها الكاتب والروائي الشاب محمد الكرافس الذي فاز مؤخرا بجائزة الشارقة للإبداع الروائي بالإمارات العربية، وجائزة 2M الوطنية للإنتاج الأدبي، وكذلك ينحدر منها مجموعة من أطر التدريس والتعليم في جميع الأسلاك بما في ذلك التعليم الجامعي أمثال الباحث المغربي يحيى اليحياوي و غيره.

## بعض دواوير الجماعة
دوار أولاد عياد، احسينات، الكبارة, دوار الهباطة، دوار اولاد خريص، القرية، أولاد عسكر، شكيربات -اولاد سلام....

## أعلام
- حميد المهداوي